# 海馬瀨人
海馬瀨人（Kaiba Seto）是高橋和希創作的日本漫畫《遊戲王》中的虛構角色。海馬娛樂集團社長，被稱為日本最強的遊戲玩家，目標是成為卡牌遊戲「魔法與巫術」（マジック&ウィザーズ，簡稱M&W；大然版譯為「魔術撲克牌」，動畫版稱為「戰鬥怪獸卡」）的頂尖玩家。海馬的宿敵是《遊戲王》系列的主角武藤遊戲。海馬的前世是輔佐法老王的神官賽特。
海馬瀨人的角色原型來自高橋從朋友那裏聽來的一位驕傲的卡片收藏家。和那位卡片收藏家一樣，海馬熱衷於玩遊戲，但高橋在塑造海馬與其對手的關係時，也讓海馬呈現出冷靜的一面。在第一部電視動畫版中，海馬的日語配音是綠川光，第二部之後由津田健次郎配音。在第二部的華語配音中，海馬瀨人由劉傑配音。而英文版的配音由埃里克·斯圖爾特擔綱。
海馬受到的評價褒貶不一，雖然他在《遊戲王：次元的黑暗面》中因為擔任故事主角而頗受評論家好評，但評論也認為他對卡牌遊戲的癡迷到一種荒謬的地步。

## 設計與發展

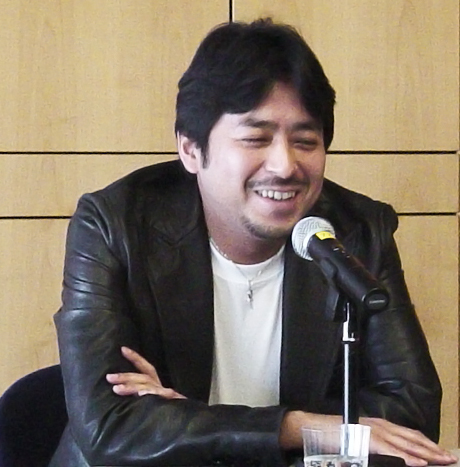
《遊戲王》漫畫作者高橋和希

海馬瀨人的角色原型是高橋和希從朋友那裏聽來的故事。故事裡提到那位朋友遇見某位收藏卡牌的玩家，朋友請那位玩家教自己玩遊戲，但那位玩家高傲地表示要朋友蒐集一萬張卡片後再說。高橋聽到這個故事後感到不悅，便把這位自視甚高的人作為海馬瀨人的原型。在作品的創作過程中，高橋想在海馬和遊戲的決鬥中設計一個迷人的怪物，他希望讀者在閱讀時能聯想到牠的顏色，便設計出「青眼白龍」。這還導致作品的最後一章出現「琪莎拉」這名角色，該角色和海馬瀨人有密切關聯。高橋認為現代社會過分強調輸贏。例如高橋認為作為角色而言，表遊戲和城之內克也更有潛力，因為他們更樂於享受玩遊戲。他覺得闇遊戲和海馬雖然看起來更有英雄特質，但卻是較弱的角色。因此高橋認為闇遊戲得在有其他角色支持下才能處於最佳狀態。
根據高橋所言，海馬和遊戲是宿敵而不是好友。描述兩人關係的最重要場景是在遊戲將和闇馬利克決鬥前，海馬將一張可以幫助遊戲獲勝的卡交給遊戲，由於兩人的競爭關係，高橋認為這是最難描寫的場景之一。按照高橋的說法， 賽特神官（Shinkan Seto）對琪莎拉的感情是海馬迷戀青眼白龍的原因。海馬視遊戲為宿敵，因此如果沒有遊戲，海馬就沒有存在的理由。
在《遊戲王》第二部動畫中，海馬瀨人由津田健次郎配音。津田表示「我絕對不想和他（海馬）做朋友，我也不認為有人會想和他當朋友」，顯示其並不偏好這個角色。然而他表示如果自己遇到海馬，他會對海馬說「很高興看到你過得很好」、「我一直受到你的照顧」。他也認為海馬是一個堅強且獨特的角色。在津田个人频道的访谈中，他表示「这个角色不光我个人非常喜欢，在粉丝中也有很高人气」。评价海马是「虽然输了很多次，但是精神上百折不挠，是个内心强大的人」，并且津田自己从演绎海马的过程中也成长了很多。
為海馬獻聲的英語配音員埃里克·斯圖爾特表示，即使許多粉絲都把海馬視為反派，但他把海馬視為宿敵，因為他認為海馬的角色作用是展現出遊戲的能力。然而，他指出電影《遊戲王：次元的黑暗面》中的海馬展現出對力量的癡迷，從而使自己想讓他在個性上多一點優勢，不過他也認為電影中海馬和先前的海馬是一貫的。

## 劇中表現

### 《遊戲王》漫畫
海馬瀨人初次登場於漫畫第9話〈擁有利牙的卡片〉（大然版標題〈有牙的魔術卡〉）中。劇情中的海馬發現同學武藤遊戲的祖父擁有稀有卡青眼白龍，為了拿到手利用贗品換走那張卡但被遊戲識破。闇遊戲從千年積木中現身並在黑暗遊戲擊敗海馬取回卡片，落敗的海馬也遭到懲罰遊戲「 死亡體驗（Shi no Taikan）」的懲罰。之後為了向遊戲展開復仇，查出世界上僅存的另外三張青眼白龍的持有者，透過逼迫或黑手黨來威脅取得這三張卡。之後建造「DEATH-T」(這是個由許多致命遊戲組成的「主題樂園」)，擊敗雙六並撕毀他的青眼白龍，成為唯一擁有青眼白龍卡片的決鬥者。由於讓雙六遭受類似自己接受的懲罰導致他送醫急救(動畫第一作是將雙六給禁錮)，藉此讓遊戲參加「DEATH-T」。再次敗給遊戲並被使用千年積木的力量的遊戲受到懲罰粉碎自己的邪惡心靈而陷入昏迷。
「魔法與巫術」的創造者暨千年眼持有者貝卡斯·J·克羅佛多試圖取得海馬名下的 海馬集團（Kaiba Kōporeishon），他和集團董事會的五巨頭聯手綁架海馬的弟弟圭平。清醒後得知貝卡斯的計畫和圭平被捉走的消息便前往決鬥者王國。在和城之內進行簡短地決鬥後於城堡外牆上對抗遊戲並以自己的性命威脅遊戲，遊戲因為不忍海馬這麼做而放棄決鬥。之後海馬和貝卡斯展開決鬥卻完全敵不過他。還被貝卡斯將自己的靈魂給封印在卡片之中，之後闇遊戲擊敗貝卡斯而被釋放。
在戰鬥城市篇中，埃及考古局長伊西絲·伊修達爾來到日本童實野市的美術館，向自己展示刻有疑似自己的前世與法老王進行決鬥的古代石碑。儘管不相信這些超自然學說，但對伊西絲所說的三張神之卡很感興趣。這三張絕無僅有且威力強大的神之卡是貝卡斯交給伊西絲的，而其中兩張已經被伊西絲的弟弟馬利克和馬利克麾下的盜賊集團古魯斯盜取。伊西絲將第三張神之卡「歐貝利斯克的巨神兵」交給海馬，並建議他舉辦大賽引誘馬利克和古魯斯。因為海馬想要另外兩張神之卡便答應舉辦「戰鬥城市」大賽。在比賽期間，海馬和闇遊戲合作從馬利克手中救出圭平和遊戲的朋友，之後海馬在八強賽中扭轉伊西絲的預言以青眼白龍戰勝伊西絲。在準決賽裡，海馬再次對上遊戲，雙方以彼此的神之卡相互較勁，在闇遊戲勝出後將一張能助他擊敗馬利克的卡「惡魔聖域」交給他。

### 動畫
在動畫原創情節中，海馬在從決鬥者王國回來後，五巨頭試圖透過虛擬實境遊戲來博取海馬的寬恕並請海馬進行遊戲測試（然而這其實是五巨頭的陷阱）。海馬被困在遊戲中，而遊戲和他的朋友為了拯救海馬也進入遊戲裡闖關殺敵，在該篇章最後五巨頭敗給遊戲和海馬他們的意識也被困在遊戲程式之中。而在戰鬥城市篇中乃亞將五巨頭的意識納為部下，乃亞是海馬養父海馬剛三郎的親生兒子，因為在小時候受到發生車禍事故身亡，因此意識便以程式的形式被保存下來。在乃亞被擊敗後，海馬阻止虛擬世界中裡剛三郎的復仇計畫。
在〈杜馬篇〉中，海馬、遊戲、城之內被選為對抗亞特蘭提斯國王達茲的決鬥者，他在該篇章的主要對手是因為海馬剛三郎而成為孤兒的決鬥者亞曼爾達。在〈KC盃〉中，海馬舉辦決鬥賽事試圖讓海馬集團的股價止跌回升，他在該篇章的主要對手是朱雷達集團社長奇古·羅伊德。在漫畫版的〈王之記憶篇〉中海馬僅有簡短地登場，而動畫版的海馬則進入記憶世界，幫助遊戲一行人對抗大邪神佐克。

### 《遊戲王》電影
在1999年的電影《遊戲王》中，海馬擔任主要反派，他聽聞青山翔吾擁有一張稀有卡「真紅眼黑龍」，並舉辦一場賽事來奪取這張卡。故事最後，遊戲擊敗了海馬，向翔吾展現出「真紅眼黑龍」的可能性。而海馬則在離開決鬥場時向遊戲表示，兩人的戰鬥並未結束，而遊戲是自己在世上唯一值得一戰的對手。

### 《遊戲王－怪獸之決鬥 光之金字塔》
在電影《遊戲王－怪獸之決鬥 光之金字塔》中，海馬在戰鬥城市落敗後，為了擊敗擁有三張神之卡的遊戲而去找貝卡斯。海馬擊敗貝卡斯後獲得了兩張牌，並再次與遊戲展開決鬥。雖然這兩張卡並未使海馬獲勝，但擊敗了該電影的主要反派阿奴比斯。

### 《遊戲王：次元的黑暗面》
在《遊戲王：次元的黑暗面》中，海馬雇用考古團隊挖掘冥界神殿試圖找出千年積木，讓自己的宿敵法老王亞圖姆的靈魂重新回到世界上並再次與他決鬥。挖掘工作遭迪瓦（即「蓝神」）中斷，他與海馬決鬥並取走積木的兩塊碎片並將一塊碎片交給他的妹妹塞拉保管，而塞拉將碎片交給唯一知道如何組裝積木的遊戲。海馬用電腦組裝千年積木，但他發現最後兩塊遺失，便挾持迪瓦並告知遊戲強迫他們進行決鬥。在海馬和遊戲決鬥時，遊戲組裝好千年積木並表示亞圖姆的靈魂已經不存在，兩人的決鬥被受到千年智慧輪影響的迪瓦中斷，海馬便和遊戲搭檔挑戰迪瓦。海馬在決鬥中犧牲自己以保護遊戲在消失前要遊戲一定要讓亞圖姆復活。在決鬥最後遊戲成功喚出亞圖姆並打倒藍神，亞圖姆和千年積木在那之後都消失，而海馬也平安歸來。之後海馬用他的科技重現迪瓦的能力讓自己的意識去到冥界與亞圖姆見面。

### 其他媒體
在《遊戲王GX》中，海馬是該作品主要故事舞台「決鬥學院」的創辦人，而他也多次短暫登場。在《遊戲王5D's》，海馬沒有登場，但他公司旗下的巨蛋經常出現在故事中。在外傳漫畫《遊戲王R》中，貝卡斯的養子天馬夜行控制海馬集團並且挾持遊戲的好友杏子，海馬和遊戲為了各自的目標向夜行挑戰。
在許多遊戲王的電子遊戲中，海馬皆有登場，通常是做為非玩家角色。而在跨界格鬥遊戲《JUMP FORCE》中，海馬是玩家角色。
在《遊戲王》官方的部分活動中，經常會冠以「主辦單位：海馬娛樂集團」的名堂。而2016年4月1日，集英社宣布了該公司將被海馬娛樂集團併購成為旗下子公司的愚人節玩笑。此外、週刊少年Jump也企劃過該企業的虛構就職考試。

## 評價
海馬瀨人獲得了褒貶不一的評價。在2006年的最萌大賽中，海馬瀨人獲得男子組準優勝（第2名）。THEM Anime Reviews將海馬瀨人與《七龍珠》裡的宿敵角色達爾比較，海馬和達爾的相似之處是其實力都略遜主角一籌。動畫新聞網將海馬描述為符合刻板印象的宿敵角色，雖然動畫新聞網嘲諷了海馬與遊戲之間的多次決鬥，但也稱讚了高橋和希巧妙地設計，讓兩人的卡牌達到平衡。Manga News將漫畫早期的海馬描述為過度冷酷無情的角色，並強調他在被遊戲施以懲罰遊戲後性格有所改變。DVD Talk的評論對埃里克·斯圖爾特的配音讚譽有加。
DVD Talk認為《光之金字塔》中海馬與遊戲的決鬥不過是推銷卡牌遊戲的手段，而且做法十分露骨。而在評論《遊戲王：次元的黑暗面》時，IGN稱讚遊戲在與朋友們互動時的成長，但他的光芒被海馬所掩蓋。動畫新聞網該電影中的海馬「依然是那個大家最喜歡的自大狂」，因為作為角色而言，他完全沒有成長。The Fandom Post批評海馬對法老王的這種近似同人故事浪漫情節的癡迷態度。Kotaku的李察德·艾森貝斯（Richard Eisenbeis）對電影給出好評，他認為海馬是劇中最重要的角色，並指出電影裡的新角色缺乏魅力，海馬才是讓電影有趣的關鍵。Anime UK News發現海馬的行為前後不一，但仍稱讚配音員津田健次郎的演出，認為他的配音過度戲劇性。評論還指出海馬對闇遊戲的癡迷到了不健康的地步，並感嘆故事的其他角色戲份過少。Blu-ray網站批評作品反覆出現遊戲與海馬的決鬥，並批評製作組將故事完全聚焦在卡片遊戲上。